# Игор Бутулија
Игор Бутулија (Београд, 21. март 1970) бивши је југословенски и српски рукометаш, некадашњи репрезентативац Југославије. Након што је завршио играчку каријеру, ради као рукометни тренер.

## Каријера
Бутулија је играчку каријеру почео у рукометном клубу Црвена звезда. Са Звездом је играо два финала Купа Југославије 1991. и 1992. године. Када је имао осамнаест година постаје капитен тима, био је најмлађи капитен у историји Црвене звезде. У иностранству је променио неколико клубова, а највише је играо у Шпанији. Наступао је за Атлетико Мадрид, БМ Гранољерс са којим је освојио Куп ЕХФ 1995. године и Бидасоу Ирун. Играо је за португалски клуб Спортинг Лисабон, а у јануару 1998. године прелази у немачки Тусем Есен као замена за Александра Тучкина. У лето 1998. придружио се рукометном клубу Ловћен Цетиње. Од 2001. био је играч/тренер у аустријском клубу СГ Западни Беч, са којим је стигао у финале првенства 2004. године. После завршетка играчке каријере, био је тренер Црвене звезде од 2008. до 2011. године.
У генерацији са Перуничићем, Јовановићем и Перићем, Бутулија има два злата са Медитеранских игара у Атини 1991. године и Светског првенства за јуниоре 1987. године у Ријеци. Због санкција СР Југославији уведених 1992. године Бутулија и остали српски спортисти нису могли да наступају пар година за репрезентативну селекцију. Освојио је бронзану медаљу на Европском првенству 1996. у Шпанији. Бутулија је представљао репрезентацију Југославије на Олимпијским играма 2000. године у Сиднеју када је освојено четврто место.

## Успеси

### Репрезентативни
- Европско првенство: 1996. —  3. место
- Медитеранске игре: 1991. Атина — 1. место
- Светско првенство у рукомету јуниори: 1987. Ријека — 1. место

## Приватно
Пореклом је из Требиња. Његови родитељи су Ратко и Јованка Бутулија. Ожењен је са Слађаном, имају двоје деце, сина Бориса и кћерку Катарину.